# Ларссон, Гуннар (пловец)
Карл Гуннар Ларссон (швед. Karl Gunnar Larsson; род. 12 мая 1951, Мальмё) — шведский пловец. Выиграл две золотые медали на олимпийских играх в 1972 году. Чемпион мира 1973 года на дистанции 200 метров комплексом. Трёхкратный чемпион Европы 1970 года.

## Карьера
На летних Олимпийских игр 1972 года он победил в 400-метровом комплексном плавании, обогнав американца Тима Макки всего на 0,002 секунды и установив олимпийский рекорд. Дискуссии о точности такого измерения времени стали причиной внесения изменений в международные правила плавания, и теперь время плавания измеряется в сотых долях секунды.
На тех же Олимпийских играх он также доминировал в 200-метровом комплексном плавании и установил новый мировой рекорд. Двумя годами ранее Ларссон был награждён ежегодной наградой газеты Svenska Dagbladet за его выдающиеся выступления на чемпионате Европы 1970 года, где он завоевал три золотые медали (в 200-метровом комплексном плавании, 400-метровом комплексном плавании и 400-метровом вольном стиле) и одну серебряную медаль (в 200-метровом вольном стиле). В следующем году, в 1973 году, Ларссон победил в индивидуальном заплыве на 200 метров комплексным плаванием на первом чемпионате мира по водным видам спорта в Белграде.
За время своей карьеры Ларссон установил три мировых и восемь европейских рекордов в плавании. Вместе с Арне Боргом его считают наиболее выдающимся пловцом в истории Швеции. В 1979 году его имя было занесено в Зал славы мирового плавания.
Гуннар Ларссон завершил свою спортивную карьеру после чемпионата мира 1973 года, в возрасте 22-х лет. Одной из причин этого решения, МОК собирался исключить его любимую дисциплину — 200 метров комплексным плаванием — из программы летних Олимпийских игр 1976 года. В период с 1973 по 1980 год был тренером по плаванию. В период с 1974 по 2004 год Ларссон также работал на Radiosporten в качестве комментатора по плаванию на полставки.
В 2004 году Гуннар Ларссон пронёс олимпийский огонь в Стокгольме, перед Олимпийскими играми в Афинах.
В последние годы Ларссон активно занимается и другими делами, не связанными со спортом. До 1998 года он управлял двумя ресторанами McDonald’s в Эскильстуне, а затем до 2002 года оказывал консультационную поддержку компании McDonald’s. В 2012 году он все ещё проживал в районе озера Мелар.

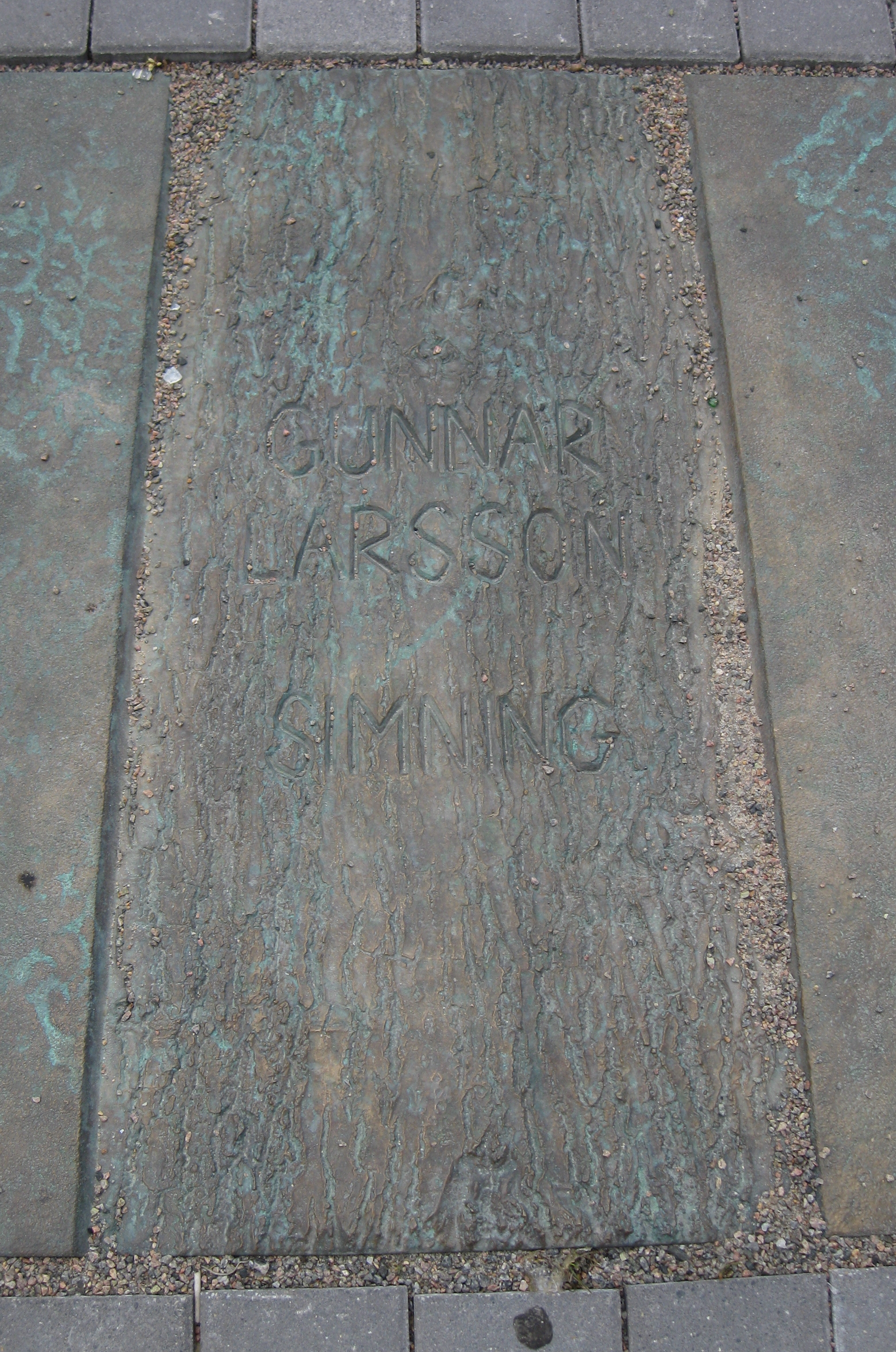
Мемориальная доска Гуннара Ларссона на Аллее спортивной славы в Мальмё.

## Личная жизнь
Его мать умерла в 1960 году, когда ему было всего 9 лет. В 1979 году он вступил в брак с Марианной Ларссон. У них есть трое детей: Лоттен (род. в 1978 году), Эмели (род. в 1980 году) и Аманда (род. в 1989 году). Его старшие сестры Карин и Кристина также являются участницами олимпийских игр.